# Dysphania horsfieldi
Dysphania horsfieldi là một loài bướm đêm trong họ Geometridae.